# Маханько, Владимир Николаевич
Владимир Николаевич Маханько (7 ноября 1938 год, деревня Николаевка, Уярский район, Красноярский край — 8 августа 2012 год, Красноярск) — советский колхозник из колхоза имени XXI партсъезда Сокулукского района Чуйской области, Киргизская ССР. Герой Социалистического Труда (1973).

## Биография
Родился в 1938 году в крестьянской семье в селе Николаевка Уярского района.
С 1957 года трудился трактористом в местном колхозе.
С 1963 года проживал в Киргизии, где работал механизатором в колхозе имени XXI партсъезда Сокулукского района. Позднее возглавлял звено по возделыванию кукурузы.
В 1971 году звено Владимира Маханько собрало в среднем с каждого гектара по 65 центнеров зерна кукурузы на участке площадью 210 гектаров, в 1972 году было собрано в среднем по 75 центнеров зерна кукурузы на участке в 170 гектаров и в 1973 году — по 102 центнера на участке площадью 62 гектара. Указом Президиума Верховного Совета СССР от 10 декабря 1973 года за большие успехи, достигнутые во Всесоюзном социалистическом соревновании, и проявленную трудовую доблесть в выполнении принятых обязательств по увеличению производства и продажи государству зерна, хлопка и других продуктов земледелия в 1973 году удостоен звания Героя Социалистического Труда с вручением ордена Ленина и золотой медали «Серп и Молот».
Участвовал во Всесоюзной выставке ВДНХ в Москве.
С 1979 года проживал в Красноярске, где работал до 1997 года слесарем в Управлении механизации № 2 треста «Строймеханизация».
В 1997 году вышел на пенсию.
Скончался в 2012 году в Красноярске, похоронен там же.
Награды
- Орден Ленина — дважды (14.12.1972; 10.12.1973)
- Золотая медаль ВДНХ